# Comuna Krîvopillea, Verhovîna
Krîvopillea (în ucraineană Кривопілля) este o comună în raionul Verhovîna, regiunea Ivano-Frankivsk, Ucraina, formată din satele Krîvopillea (reședința), Staiișce și Volova.

## Demografie
Componența lingvistică a comunei Krîvopillea
     Ucraineană (99,65%)
     Alte limbi (0,35%)
Conform recensământului din 2001, majoritatea populației comunei Krîvopillea era vorbitoare de ucraineană (99,65%), existând în minoritate și vorbitori de alte limbi.